# Anii 350 î.Hr.
(Secolul al V-lea î.Hr. - Secolul al IV-lea î.Hr. - Secolul al III-lea î.Hr. - alte secole)

## Nașteri
- 20 iulie 356 î.Hr.: Alexandru cel Mare, conducător macedonian (d.323 î.Hr.)

## Decenii
| Anii 390 î.Hr. | Anii 380 î.Hr. | Anii 370 î.Hr. | Anii 360 î.Hr. | Anii 350 î.Hr. | Anii 340 î.Hr. | Anii 330 î.Hr. | Anii 320 î.Hr. | Anii 310 î.Hr. | Anii 300 î.Hr. |